# Serie A 1974-1975 (pallacanestro femminile)
Il campionato di Serie A di pallacanestro femminile 1974-1975 è stato il quarantaquattresimo organizzato in Italia.
Le dodici società della massima serie si affrontano in partite di andata e ritorno; la prima classificata vince lo scudetto e le ultime due retrocedono in Serie B.
La Geas Sesto San Giovanni vince il suo quinto titolo (secondo consecutivo), davanti a Pagnossin Treviso e Tazza D'Oro Roma. A fine stagione il CUS Cagliari è ripescato al posto dell'Ignis Varese.

## Classifica
|  |     | Classifica finale 1974-1975 | Pt | G  | V  | P  | PtF  | PtS  |
|  | --- | --------------------------- | -- | -- | -- | -- | ---- | ---- |
|  | 1.  | Geas Sesto San Giovanni     | 44 | 22 | 22 | 0  | 1703 | 819  |
|  | 2.  | Pagnossin Treviso           | 34 | 22 | 17 | 5  | 1468 | 1183 |
|  | 3.  | Tazza D'Oro Roma            | 34 | 22 | 17 | 5  | 1322 | 1110 |
|  | 4.  | Standa Milano               | 32 | 22 | 16 | 6  | 1631 | 1120 |
|  | 5.  | Fiat Torino                 | 24 | 22 | 12 | 10 | 1266 | 1299 |
|  | 6.  | Cer-Domus Faenza            | 22 | 22 | 11 | 11 | 1211 | 1268 |
|  | 7.  | A.S. Vicenza                | 22 | 22 | 11 | 11 | 1296 | 1364 |
|  | 8.  | Pino Tic Busto Arsizio      | 18 | 22 | 9  | 13 | 1215 | 1362 |
|  | 9.  | Oscar College Bologna       | 14 | 22 | 7  | 15 | 1100 | 1311 |
|  | 10. | Ignis Varese                | 8  | 22 | 4  | 18 | 1029 | 1368 |
|  | 11. | CUS Cagliari                | 6  | 22 | 3  | 19 | 958  | 1480 |
|  | 12. | Despar Parma                | 6  | 22 | 3  | 19 | 1032 | 1548 |

## Verdetti
- Campione d'Italia:  Geas Sesto San Giovanni
- Formazione: A. Bocchi, Mabel Bocchi, Rosetta Bozzolo, Dora Ciaccia, Lucia Colavizza, Paola Dalla Longa, Tiziana Fasso, Peri, Wanda Sandon, Licia Toriser. All.: Vandoni.
- Despar Parma retrocede in Serie B. Ignis Varese rinuncia all'iscrizione.